# 夢幻奇緣2
《夢幻奇緣2》（日語：ファンタスティックフォーチュン2）是《夢幻奇緣》的續篇，於2003年6月26日由日本GeneX發售。劇本・原畫都和前作一樣由結城梓擔當。
2005年3月3日，GeneX全面改善系統、追加新事件等也可稱作完全版的《夢幻奇緣2 ☆☆☆（三星）》發售。同年12月22日的Windows版，2007年9月27日《夢幻奇緣2 ☆☆☆（三星）BEST HIT Selection》的（PS2廉價版）發售。簡稱夢奇2。由光譜資訊股份有限公司代理發售。

## 概要
二代繼承了一代三個女主角及戀愛、友情、主線等多結局的特色，但在遊戲攻略上比起一代更具挑戰性，內容也因更加錯縱複雜而龐大。

## 登場角色
瑪琳·史都華特（Marine Stuart）
聲 - 水橋香織
15歲。7月6日出生。巨蟹座。B型。星之少女侯選之一。
水璃（Aqua）
聲 - 小林沙苗
13歲左右。1月1日出生。山羊座。AB型。星之少女侯選之一。
日野平葵（Aoi Hinohira）
聲 - 園崎未惠
16歲。11月24日出生。射手座。O型。星之少女侯選之一。
普魯特·阿爾塔斯·亞羅蘭迪亞（Pluto Altus Arolandia）
聲 - 岡野浩介
14歲。1月24日出生。水瓶座。A型。這個國家的占星士。
索羅伊·布萊耶（Soloi Brahe）
聲 - 置鮎龍太郎
35歲左右。9月1日出生。處女座。A型。普魯特的隨從。僅次於普魯特的高位的神官。
席里維斯·沃倫·達利斯（Sirius Warren Darice）
聲 - 高橋廣樹
25歲。10月12日出生。天秤座。O型。達利斯大國的王子，在亞羅蘭迪亞裡擔任親善大使。
約翰·海雪爾（Johan Herschel）
聲 - 森川智之
27歲(外表年齡)。10月25日出生。天蠍座。B型。魔法院的負責人，總是不減笑容的溫厚的魔導師。
尤尼希思·海雪爾（Unisys Herschel）
聲 - 齋賀觀月
14歲。4月15日出生。白羊座。A型。到青春期前無性別的種族的安海爾族少年。
亞克·海靈頓（Ark Harrington）
聲 - 森久保祥太郎
18歲。8月18日出生。獅子座。B型。對自己和他人都認可的天才少年。騎士院所屬的紫紺騎士。左撇子。
路德·威爾遜（Lute Wilson）
聲 - 櫻井孝宏
17歲。5月31日出生。雙子座。A型。溫和平靜，對誰也不忘擔心。騎士院所屬的新綠騎士。
紅丸
聲 - ???
5月2日出生。金牛座。A型。葵的式神。平常在紅刀裡寄宿著。
藍（Blue）
聲 - 保志總一朗
暴風雨夜晚出現的神秘青年。顯出喜歡自然，憎恨人類的情況。

## 主題曲
片頭曲「星空的地圖」
作詞 - 片岡花蓮 / 作曲 - 守裕太 / 歌 - 水橋香織
片尾曲「WAVE」
作詞 - 片岡花蓮 / 作曲 - 守裕太 / 歌 - 水橋香織

## 關連商品
書籍
- 夢幻奇緣2畫集 結城梓的世界 （結城梓著、2003年7月25日發售、出版 ISBN 978-4-7580-1015-3）
- 夢幻奇緣2 （著/藤丘洋子插畫2003年8月、Enterbrain（Fami通文庫 ）ISBN 978-4-7577-1546-2）
- 夢幻奇緣2 ～小美人魚～ （結城梓著、2006年7月25日、一迅社（ZERO-SUM Comics） ISBN 978-4-7580-5237-5）

廣播劇CD
- Fantastic Fortune 2 Marine style （發售日：2003年8月29日、發售：Marine Entertainment、編號：MMCC-4047）
- Fantastic Fortune 2 Aoi Romance （2004年2月25日、Marine Entertainment、MMCC-4053）
- Fantastic Fortune 2 Aqua Balance （2004年5月29日、Marine Entertainment、MMCC-4054）

數字飾品集
- 夢幻奇緣2  （發售日：2004年2月6日、發售：CyberFront） ※Windows98/Me/2000/XP用

交換卡
- 夢幻奇緣2 （発売日：2004年1月23日、発売：Movic）

## 關連項目
- 夢幻奇緣
- 少女遊戲

## 外部連結
- 夢幻奇緣2官網 （页面存档备份，存于）（連結切斷）（日語）
- 光譜資訊股份有限公司（页面存档备份，存于）